# Ommata anceps
Ommata anceps är en skalbaggsart som beskrevs av Julius Melzer 1927. Ommata anceps ingår i släktet Ommata och familjen långhorningar. Inga underarter finns listade i Catalogue of Life.